# Nystalus
Nystalus é um género de aves piciformes da família dos buconídeos. São conhecidos popularmente como rapazinho ou joão. Nativos da região dos neotrópicos, ocorrendo desde o Panamá, passando por toda a América do Sul até a Argentina. No geral, possuem aparência robusta e rechonchuda, bicos grandes com ponta em forma de gancho e cores menos chamativas que ajudam na camuflagem. Existem algumas controvérsias sobre a classificação e validação de algumas espécies.
Contém as seguintes espécies:
| Imagem | Nome científico        | Nome popular                | Distribuição                                                                                          |
| ------ | ---------------------- | --------------------------- | --- |
|        | Nystalus chacuru       | João-bobo                   | Brasil, Bolívia, Paraguai, Argentina e Peru.                                                          |
|        | Nystalus maculatus     | Rapazinho-dos-velhos        | nordeste e centro-oeste do Brasil.                                                                    |
|        | Nystalus striatipectus | Rapazinho-do-chaco          | leste da Bolívia ao centro-sul do Brasil, sul através do oeste do Paraguai até o centro da Argentina. |
|        | Nystalus radiatus      | Rapazinho-barrado           | Panamá, Colômbia e Equador.                                                                           |
|        | Nystalus striolatus    | Rapazinho-estriado          | Brasil e Bolívia.                                                                                     |
|        | Nystalus obamai        | Rapazinho-estriado-do-oeste | Bolívia, oeste do Brasil, Colômbia, Equador e Peru.                                                   |